# Vule Trivunović
Vukašin "Vule" Trivunović (ur. 13 marca 1983 w Glamoču) – bośniacki piłkarz występujący na pozycji obrońcy w Boracu Banja Luka. Posiada także serbskie obywatelstwo.
Trivunović jest trzykrotnym reprezentant Bośni i Hercegowiny. W sezonie 2010/2011 zdobył mistrzostwo kraju razem z Boracem Banja Luka.